# Хирургически шев
Хиургическият шев или сутура (на латински: sutura chirurgica) е медицинска манипулация, при която се зашиват телесни тъкани, разкъсани в резултат от нараняване или хирургическа операция. За целта са необходими хирургическа иглаичка и определена дължина медицинска килифарка. През хилядолетната история на медицината са ползвани голям брой разнообразни по материал, форма и размер хирургически игли и различни по материал на нишката конци.

## Хирургически игли
В практиката се ползват два основни вида хирургически игли:
- Хирургическата игла с ухо (многократно използваема) е идентична на иглата в домакинството; доставя се отделно от конеца и има дупка, през която конецът преминава. Ползата от този вид игли е, че дава възможност за всякакви комбинации от игли и конци. Иглите с ухо обаче водят до травми за тъканите, през които минават, тъй като частта, където се намира ухото, е по-широка от останалата част и вдянатият двоен конец причинява допълнително претъркване на тъканта.
- Атравматичната игла е без ухо, като нишката на конеца е фабрично прикрепена за иглата. Основната полза от този вид хирургическа игла е, че не се губи време за вдяване, което при много тънки игли може да е и трудно и че не се получават допълнителни разкъсвания на тъканите при шева, заради ухото на иглата и двойния конец.

Иглите могат да са с кръгло или триъгълно сечение.
В зависимост от кривината на иглата, съществуват прави игли и игли с формата на 1/4, 3/8, 1/2, 5/8 от окръжността.

## Хирургически конци
Хирургическите конци могат да са изработени от разнообразни материали. Първите хирургически конци, от времето на Гален, 3-ти век, са правени от биологични материали като овчи черва или коприна.
Съвременните хирургически конци са синтетични, включително биоразградими от полигликолна киселина, полилактична киселина, монокрил и полидиоксанон, както и неразградими материали като найлон, полиестер, полипропилен, поливинилиденов флуорид (PVDF).